# Amherst (Wirginia)
Amherst – miasto w Stanach Zjednoczonych, w stanie Wirginia, siedziba administracyjna hrabstwa Amherst.